# Championnats d'Amérique du Sud d'athlétisme espoirs 2014
Navigation
Édition précédente Édition suivante
La 6e édition des Championnats d'Amérique du Sud d'athlétisme espoirs s'est déroulée à Montevideo, Uruguay, au sein de la Pista Darwin Piñeyrúa, du 3 au 5 octobre 2014.

## Résultats

### Hommes
| Épreuve                            | Or | Or                          | Argent                                                                | Argent                   | Bronze                                                                            | Bronze                   |
| ---------------------------------- | --- | --------------------------- | --------------------------------------------------------------------- | ------------------------ | --------------------------------------------------------------------------------- | ------------------------ |
| 100 mètres (vent : +0,3 m/s)       | Andy Martínez PER                                                                                        | 10 s 40                     | Aldemir da Silva Júnior BRA                                           | 10 s 47                  | Enrique Polanco CHI                                                               | 10 s 53                  |
| 200 mètres (vent : +1,4 m/s)       | Aldemir da Silva Júnior BRA                                                                              | 20 s 50 CR                  | Fredy Maidana PAR                                                     | 20 s 90 NR               | Diego Palomeque COL                                                               | 21 s 02                  |
| 400 mètres                         | José Meléndez VEN                                                                                        | 46 s 05                     | Bernardo Baloyes COL                                                  | 46 s 11                  | Alexander Russo BRA                                                               | 46 s 35                  |
| 800 mètres                         | Joseilton Costa Cunha BRA                                                                                | 1 min 48 s 47               | Lucas Gabriel Rodrigues BRA                                           | 1 min 49 s 37            | Lucirio Garrido VEN                                                               | 1 min 50 s 87            |
| 1 500 mètres                       | Carlos Díaz CHI                                                                                          | 3 min 44 s 52 CR            | Javier Marmo URU                                                      | 3 min 47 s 47            | Kevin Angulo ECU                                                                  | 3 min 47 s 82            |
| 5 000 mètres                       | Matías Silva CHI                                                                                         | 13 min 57 s 58 CR           | José Luis Rojas PER                                                   | 14 min 02 s 37           | Yerson Orellana PER                                                               | 14 min 04 s 30           |
| 10 000 mètres                      | Matías Silva CHI                                                                                         | 30 min 13 s 81              | Daniel Toroya BOL                                                     | 30 min 16 s 50           | Ariel Méndez CHI                                                                  | 30 min 19 s 61           |
| 3 000 mètres steeple               | Roberto Tello CHI                                                                                        | 8 min 57 s 49               | Thiarles dos Santos BRA                                               | 9 min 02 s 16            | Juan Medina CHI                                                                   | 9 min 08 s 59            |
| 110 mètres haies (vent : +2,2 m/s) | Jonathas Brito BRA                                                                                       | 13 s 69 v. f.               | Eduardo dos Santos de Deus BRA                                        | 13 s 85 w                | Diego Lyon CHI                                                                    | 13 s 98 w                |
| 400 mètres haies                   | Wesley Martins BRA                                                                                       | 51 s 12                     | Yeferson Valencia COL                                                 | 51 s 19                  | Alfredo Sepúlveda CHI                                                             | 51 s 56                  |
| Saut en hauteur                    | Fernando Carvalho Ferreira BRA                                                                           | 2,24 m CR                   | Eure Yáñez VEN                                                        | 2,18 m                   | Alexander Bowen PAN                                                               | 2,15 m                   |
| Saut à la perche                   | José Pacho ECU                                                                                           | 5,10 m                      | Jeff Oliverio BRA                                                     | 5,00 m                   | Walter Viáfara COL                                                                | 4,85 m                   |
| Saut en longueur                   | Higor Alves BRA                                                                                          | 7,60 m(vent : -0,7 m/s)     | Paulo Sérgio dos Santos Oliveira BRA                                  | 7,59 m(vent : -0,2 m/s)  | Juan Mosquera PAN                                                                 | 7,40 m(vent : -0,4 m/s)  |
| Triple saut                        | Kauam Bento BRA                                                                                          | 15,77 m w (vent : +2,8 m/s) | Álvaro Cortez CHI                                                     | 15,36 m(vent : +0,8 m/s) | Mateus Adão de Sá BRA                                                             | 15,20 m(vent : -1,2 m/s) |
| Lancer du poids                    | Willian Braido BRA                                                                                       | 18,98 m                     | Willian Denílson Venâncio BRA                                         | 17,61 m                  | Juan Caicedo ECU                                                                  | 16,17 m                  |
| Lancer du disque                   | Mauricio Ortega COL                                                                                      | 60,46 mCR                   | Felipe Lorenzon BRA                                                   | 56,21 m                  | Mario Luis David Junior BRA                                                       | 55,40 m                  |
| Lancer du marteau                  | Joaquín Gómez ARG                                                                                        | 67,98 mCR                   | Humberto Mansilla CHI                                                 | 65,27 m                  | Gabriel Kehr CHI                                                                  | 63,38 m                  |
| Lancer du javelot                  | Braian Toledo ARG                                                                                        | 77,75                       | Tomás Guerra CHI                                                      | 70,00                    | Fabián Jara PAR                                                                   | 68,78                    |
| Décathlon                          | Renato Linhares dos Santos BRA                                                                           | 7 025 pts                   | Guillermo Ruggeri ARG                                                 | 6 887 pts                | Yuri Ventura Faustino da Silva BRA                                                | 6 868 pts                |
| 20 km marche                       | Manuel Soto COL                                                                                          | 1 h 23 min 22 s 7 CR        | Richard Vargas VEN                                                    | 1 h 23 min 25 s 6        | Kenny Pérez COL                                                                   | 1 h 25 min 08 s 4        |
| Relais 4 × 100 mètres              | Brésil Rodrigo do Nascimento Ricardo de Souza Antônio César Rodrigues Aldemir da Silva Júnior            | 39 s 74                     | Paraguay Cristián Leguizamón Fredy Maidana Jesús Cáceres Ángel Ayala  | 40 s 88 NR               | Chili Patricio Colarte Sergio Aldea Sergio Germain Enrique Polanco                | 41 s 20                  |
| Relais 4 × 400 mètres              | Brésil Anderson Machado dos Santos Lucas de Araújo Santos Carlos Eduardo Pereira Grachet Alexander Russo | 3 min 8 s 95                | Chili Alfredo Sepúlveda Sergio Germain Alejandro Peirano Sergio Aldea | 3 min 11 s 93            | Colombie Diego Palomeque Miguel Ángel Alvarado Yeferson Valencia Bernardo Baloyes | 3 min 11 s 95            |

### Femmes
| Épreuve                            | Or                                                                                         | Or                          | Argent                                                               | Argent                     | Bronze                                                                          | Bronze                    |
| ---------------------------------- | ------------------------------------------------------------------------------------------ | --------------------------- | -------------------------------------------------------------------- | -------------------------- | ------------------------------------------------------------------------------- | ------------------------- |
| 100 mètres (vent : -1,2 m/s)       | Andrea Purica VEN                                                                          | 11 s 50                     | Bruna Farias BRA                                                     | 11 s 52                    | Vitoria Rosa BRA                                                                | 11 s 64                   |
| 200 mètres (vent : +0,4 m/s)       | Bruna Farias BRA                                                                           | 23 s 61                     | Isidora Jiménez CHI                                                  | 23 s 72                    | Karina da Rosa BRA                                                              | 23 s 72                   |
| 400 mètres                         | Déborah Rodríguez URU                                                                      | 52 s 53 CR, NR              | Natallia Silva BRA                                                   | 53 s 14                    | Leticia de Souza BRA                                                            | 53 s 96                   |
| 800 mètres                         | Déborah Rodríguez URU                                                                      | 2 min 08 s 65               | Mariana Borelli ARG                                                  | 2 min 09 s 24              | Pia Fernández URU                                                               | 2 min 09 s 89             |
| 1 500 mètres                       | Flávia de Lima BRA                                                                         | 4 min 21 s 05 CR            | Erika Lima BRA                                                       | 4 min 23 s 58              | Zulema Arenas PER                                                               | 4 min 25 s 30             |
| 5 000 mètres                       | Soledad Torre PER                                                                          | 16 min 39 s 95 CR           | Jovana de la Cruz PER                                                | 16 min 43 s 40             | Giselle Álvarez CHI                                                             | 16 min 51 s 22            |
| 10 000 mètres                      | Giselle Álvarez CHI                                                                        | 35 min 28 s 30              | Luzmery Rojas PER                                                    | 35 min 32 s 56             | Jéssica Paguay ECU                                                              | 35 min 35 s 75            |
| 3 000 mètres steeple               | Zulema Arenas PER                                                                          | 10 min 06 s 25 CR           | Jovana de la Cruz PER                                                | 10 min 18 s 74             | July da Silva BRA                                                               | 10 min 34 s 62            |
| 100 mètres haies (vent : +2,4 m/s) | Génesis Romero VEN                                                                         | 13 s 51 w                   | Gabriela Lima BRA                                                    | 13 s 81 w                  | María Ignacia Eguiguren CHI                                                     | 13 s 93 w                 |
| 400 mètres haies                   | Déborah Rodríguez URU                                                                      | 58 s 49                     | Geisa Cardoso dos Santos BRA                                         | 59 s 53                    | Brenda da Costa BRA                                                             | 60 s 86                   |
| Saut en hauteur                    | Tamara de Sousa BRA                                                                        | 1,82 m                      | Ana Paula de Oliveira BRA                                            | 1,82 m                     | Betsabé Páez ARG                                                                | 1,76 m                    |
| Saut à la perche                   | Robeilys Peinado VEN                                                                       | 3,90 m                      | Juliana Campos BRA                                                   | 3,70 m                     | Noelina Madarieta ARG                                                           | 3,60 m                    |
| Saut en longueur                   | Yulimar Rojas VEN                                                                          | 6,36 m (vent : +0,8 m/s) CR | Jéssica dos Reis BRA                                                 | 6,35 m (vent : +0,7 m/s)   | Juliana Angulo ECU                                                              | 6,16 m (vent : +0,8 m/s)  |
| Triple saut                        | Yulimar Rojas VEN                                                                          | 13,35 m (vent : -1,8 m/s)   | Nubia Soares BRA                                                     | 13,31 m (vent : >-0,7 m/s) | Claudine Paola Gimenes de Jesus BRA                                             | 12,81 m (vent : +0,0 m/s) |
| Lancer du poids                    | Ivana Gallardo CHI                                                                         | 16,20 m                     | Izabela Rodrigues da Silva BRA                                       | 15,95 m                    | Esthefania da Costa BRA                                                         | 15,18 m                   |
| Lancer du disque                   | Izabela Rodrigues da Silva BRA                                                             | 58,70 mCR                   | Lidiane Cansian BRA                                                  | 56,77 m                    | Ivana Gallardo CHI                                                              | 51,75 m                   |
| Lancer du marteau                  | Génesis Olivera VEN                                                                        | 63,80 m                     | Mariana Marcelino BRA                                                | 61,18 m                    | Paola Miranda PAR                                                               | 57,06 m                   |
| Lancer du javelot                  | Edivania Araujo BRA                                                                        | 53,79 m                     | Daniella Nisimura BRA                                                | 53,46 m                    | Laura Paredes PAR                                                               | 51,19 m                   |
| Heptathlon                         | Evelis Aguilar COL                                                                         | 5 333 pts                   | Fiorella Chiappe ARG                                                 | 5 207 pts                  | Karen Lopes BRA                                                                 | 5 075 pts                 |
| 20 km marche                       | Wendy Cornejo BOL                                                                          | 1 h 37 min 43 s 1 CR        | Ángela Castro BOL                                                    | 1 h 38 min 55 s 7          | Yeseida Carrillo COL                                                            | 1 h 42 min 20 s 5         |
| Relais 4 × 100 mètres              | Brésil Vitoria Rosa Bruna Farias Andressa Fidelis Evelyn Oliveira de Paula                 | 45 s 44                     | Venezuela Johana Pirela Andrea Purica Génesis Romero Nediam Vargas   | 46 s 50                    | Chili Macarena Borie Josefina Gutiérrez María Ignacia Eguiguren Isidora Jiménez | 46 s 80                   |
| Relais 4 × 400 mètres              | Brésil Jéssica Roberti da Silva Lourdes de Souza Dallazem Natallia da Silva Flávia de Lima | 3 min 42 s 07               | Venezuela Johana Pirela Maryury Valdez Odellani Monges Nediam Vargas | 3 min 45 s 89              | Uruguay Laura Lupano Pia Fernández Yenifer Silva Déborah Rodríguez              | 3 min 50 s 35             |